# Phalacridae
Los falácridos (Phalacridae) son una familia de coleópteros polífagos. Usualmente se encuentran en las plantas de la familia de las compuestas. Tienen el cuerpo oval y unos 2 mm de longitud.
En el mundo hay unas 638 especies en 52 géneros.

## Géneros
Incluye los siguientes géneros:
- Subfamilia: Phaenocephalinae
- Phaenocephalus
- Phalacrinus
- Sphaerostilbus
- Subfamilia: Phalacrinae
- Acylomus - Afronyrus - Apallodes - Augasmus - Biophytus - Entomocnemus - Eulitrus - Euphalacrus - Ganyrus - Gorginus - Grouvelleus - Gyromorphus - Leptostilbus - Liophalacrus - Litochropus - Litochrus - Litolibrus - Litostilbus - Litotarsus - Megischius - Megistopalpus - Merobrachys - Nematolibrus - Nesiotus - Ochrodemus - Ochrolitoides - Ochrolitus - Olibroporus - Olibrosoma - Olibrus - Parasemus - Phalacropsis - Phalacrus - Podocesus - Polyaloxus - Pseudolibrus - Pseudolitochrus - Pycinus - Radinus - Sphaeropsis - Sternosternus - Stilbomimus - Stilbus - Tinodemus - Tolyphus - Xanthocomus